# Лёбиц
Лёбиц (нем. Löbitz) — деревня в Германии, в земле Саксония-Анхальт.
Входит в состав общины Мертендорф района Бургенланд. Население составляет 447 человек (на 31 декабря 2006 года). Занимает площадь 11,09 км².
Впервые упоминается в 1237 году.
Ранее Лёбиц имел статус общины (коммуны), подразделявшейся на 2 сельских округа. 1 января 2010 года она вошла в состав общины Лёбиц.